# Someday My Prince Will Come
Someday My Prince Will Come je studiové album amerického jazzového trumpetisty Milese Davise. Nahráno bylo ve třech dnech, 7., 20. a 21. března 1961 v newyorském studiu Columbia 30th Street Studio. Producentem byl Teo Macero a album vyšlo v prosinci 1961 u vydavatelství Columbia Records.

## Seznam skladeb
| Pořadí         | Název                       | Autor                             | Délka |
| -------------- | --------------------------- | --------------------------------- | ----- |
| 1.             | Someday My Prince Will Come | Frank Churchill, Larry Morey      | 9:02  |
| 2.             | Old Folks                   | Willard Robison, Dedette Lee Hill | 5:14  |
| 3.             | Pfrancing                   | Miles Davis                       | 8:30  |
| 4.             | Drad Dog                    | Davis                             | 4:49  |
| 5.             | Teo                         | Davis                             | 9:33  |
| 6.             | I Thought About You         | Jimmy Van Heusen, Johnny Mercer   | 4:52  |
| Celková délka: | Celková délka:              | Celková délka:                    | 41:45 |

## Obsazení
- Miles Davis – trubka
- Hank Mobley – tenorsaxofon
- John Coltrane – tenorsaxofon
- Wynton Kelly – klavír
- Paul Chambers – kontrabas
- Jimmy Cobb – bicí
- Philly Joe Jones – bicí